# Ihor Płotko
Ihor Wołodymyrowycz Płotko, ukr. Ігор Володимирович Плотко, ros. Игорь Владимирович Плотко, Igor Władimirowicz Płotko (ur. 9 czerwca 1966 w Dniepropietrowsku) – ukraiński piłkarz, grający na pozycji napastnika, a wcześniej pomocnika.

## Kariera piłkarska

### Kariera klubowa
Karierę piłkarską rozpoczął w Kołosie Nikopol, skąd na początku 1992 przeszedł do Wołyni Łuck a latem 1992 do Karpat Lwów. W sezonie 1994/95 występował w klubie Dnipro Dniepropetrowsk. W sierpniu 1995 rozegrał 4 mecze w zespole Metałurh Nikopol, a potem został piłkarzem Torpeda Zaporoże. W sezonie 1996/97 w rundzie jesiennej bronił barw Metałurha Zaporoże, a w rundzie wiosennej Krywbasa Krzywy Róg. Potem powrócił do lwowskich Karpat. Latem 1998 przeniósł się do Metałurha Mariupol, gdzie pełnił również funkcje kapitana drużyny. Na początku 2001 został zaproszony przez trenera Romana Pokorę do Polihraftechniki Oleksandria, której pomógł awansować do Wyższej lihi. Rozpoczął sezon 2002/03, ale po 2 rozegranych meczach postanowił zakończyć karierę piłkarską w wieku 36 lat.

## Sukcesy i odznaczenia

### Sukcesy klubowe
- brązowy medalista Mistrzostw Ukrainy: 1995, 1998
- finalista Pucharu Ukrainy: 1995

### Sukcesy indywidualne
- autor pierwszego gola w składzie Wołyni Łuck w Mistrzostwach Ukrainy: 1992

### Odznaczenia
- tytuł Mistrza Sportu ZSRR: 1989